# Championnats du monde de judo 1987
Navigation
Édition précédente Édition suivante
Les Championnats du monde de judo 1987 se tiennent à Essen en Allemagne du 19 au 22 novembre 1987.

## Résultats

### Hommes
| Catégorie         | Or               | Argent          | Bronze                       |
| ----------------- | ---------------- | --------------- | ---------------------------- |
| - 60 kg           | Jae Yup Kim      | Shinji Hosokawa | Kevin Asano Patrick Roux     |
| - 65 kg           | Yosuke Yamamoto  | Yury Sokolov    | Tamas Bujko Janusz Pawlowski |
| - 71 kg           | Mike Swain       | Marc Alexandre  | Kerrith Brown Toshihiko Koga |
| - 78 kg           | Hirotaka Okada   | Bashir Varaev   | Koai Hwa Lee Waldemar Legien |
| - 86 kg           | Fabien Canu      | Jong Chul Park  | Masao Murata Densign White   |
| - 95 kg           | Hitoshi Sugai    | Theo Meijer     | Hyung Joo Ha Aurélio Miguel  |
| + 95 kg           | Grigori Verichev | Mohamed Rashwan | Jochen Plate Guo Qing Xu     |
| Toutes catégories | Naoya Ogawa      | Elvis Gordon    | Jorge Fis Castro Henry Stohr |

### Femmes
| Catégorie         | Or                  | Argent           | Bronze                               |
| ----------------- | ------------------- | ---------------- | ------------------------------------ |
| - 48 kg           | Zhong Yum Li        | Fukimo Esaki     | Yu Ping Chou Jessica Gal             |
| - 52 kg           | Sharon Rendle       | Kaori Yamaguchi  | Dominique Brun Alessandra Giungi     |
| - 56 kg           | Catherine Arnaud    | Suzanne Williams | Ann Hughes Regina Philips            |
| - 61 kg           | Diane Bell          | Lynn Roethke     | Noriko Mochida Bogusława Olechnowicz |
| - 66 kg           | Alexandra Schreiber | Brigitte Deydier | Roswitha Hartl Hikari Sasaki         |
| - 72 kg           | Irene de Kok        | Ingrid Berghmans | Barbara Classen Yoko Tanabe          |
| + 72 kg           | Fenglian Gao        | Regina Sigmund   | Margaret Castro Angelique Seriese    |
| Toutes catégories | Fenglian Gao        | Ingrid Berghmans | Karin Kutz Isabelle Paque            |

## Tableau des médailles
*  Pays organisateur 
| Rang | Nation               | Or | Argent | Bronze | Total |
| ---- | -------------------- | -- | ------ | ------ | ----- |
| 1    | Japon                | 4  | 3      | 5      | 12    |
| 2    | Chine                | 3  | 0      | 1      | 4     |
| 3    | France               | 2  | 2      | 3      | 7     |
| 4    | Royaume-Uni          | 2  | 1      | 3      | 6     |
| 5    | Union soviétique     | 1  | 2      | 0      | 3     |
| 6    | Allemagne de l'Ouest | 1  | 1      | 4      | 6     |
| 7    | États-Unis           | 1  | 1      | 2      | 4     |
| -    | Pays-Bas             | 1  | 1      | 2      | 4     |
| 9    | Corée du Sud         | 1  | 0      | 2      | 3     |
| 10   | Belgique             | 0  | 2      | 0      | 2     |
| 11   | Australie            | 0  | 1      | 0      | 1     |
| -    | Corée du Nord        | 0  | 1      | 0      | 1     |
| -    | Égypte               | 0  | 1      | 0      | 1     |
| 14   | Pologne              | 0  | 0      | 3      | 3     |
| 15   | Hongrie              | 0  | 0      | 1      | 1     |
| -    | Autriche             | 0  | 0      | 1      | 2     |
| -    | Brésil               | 0  | 0      | 1      | 1     |
| -    | Cuba                 | 0  | 0      | 1      | 1     |
| -    | Allemagne de l'Est   | 0  | 0      | 1      | 1     |
| -    | Italie               | 0  | 0      | 1      | 1     |
| -    | Taipei chinois       | 0  | 0      | 1      | 1     |

## Source
- (en) Judoinside.com